# پارک یونگ ها
پارک یونگ-ها (کره‌ای: 박용하؛ ۱۲ اوت ۱۹۷۷ – ۳۰ ژوئن ۲۰۱۰) بازیگر و خواننده اهل کره جنوبی بود.

## درگذشت
در تاریخ ۳۰ ژوئن ۲۰۱۰، جسد پارک یونگ-ها در خانهٔ خود توسط مادرش در ساعت ۵:۳۰ (کی‌اس‌تی) در حالیکه پس از خودکشی با کابل شارژر دوربین فیلمبرداری آویزان شده بود، پیدا شد. ظاهراً او پیش از خودکشی، از فشارهای کمپانی سرگرمی و شغل خود رنج می‌برد و همچنین با بیماری سرطان پدرش نیز مقابله می‌کرد. او یادداشت خودکشی از خود بر جای نگذاشت.
در سال ۲۰۱۱، کیم جه جونگ، دوست پارک، ترانه‌ای به نام «در بهشت» به او تقدیم کرد.